# Sem Altman
Samjuel Haris Altman (Čikago, 22. april 1985) američki je preduzetnik i investitor najpoznatiji kao izvršni direktor OpenAI od 2019. (nakratko je bio otpušten, a vraćen na posao u novembru 2023.godine). Takođe je predsednik kompanija za čistu energiju Oklo Inc. i Helion Energy. Altman se smatra jednom od vodećih ličnosti buma veštačke inteligencije. Napustio je Univerzitet Stanford nakon dve godine i osnovao Loopt, mobilnu uslugu društvenih mreža, prikupivši više od 30 miliona dolara kapitala. Godine 2011. Altman se pridružio Y Kombinatoru, startap akceleratoru, i bio je njegov predsednik od 2014. do 2019. godine.

## Spoljašnje veze
- Zvanični veb-sajt